# St. Paul's Convent School
St. Paul's Convent School (SPCS,  en chino: 聖保祿學校) es una escuela católica privada para chicas ubicada en Hong Kong. Fue fundada por las Hermanas Hospitaliarias de San Pablo. La escuela se llamaba antiguamente French Convent School y fue renombrada como St. Paul's Convent School en 1955.
SPCS ocupa la cuarta posición dentro del ranking de escuelas secundarias de Hong Kong y además cuenta con un total de 15 ganadoras del Hong Kong Outstanding Students Awards, galardones que premian la excelencia de los estudiantes hongkoneses.
Reconocida como una de las más importantes instituciones educativas de la ciudad, SPCS tiene uno de los mejores registros en los exámenes oficiales y sus alumnas son aceptadas en algunas de las mejores universidades del mundo.
La escuela cuenta con una distinguida lista de antiguas alumnas que destacan en diferentes campos como la política, la educación, el entretenimiento, las comunicaciones o los negocios.
La escuela cuenta con tres secciones: guardería, primaria y secundaria, con el objetivo global de "proporcionar un educación bilingüe para chicas en un entorno de aprendizaje inspirador y motivador de modo que aprendan los principios paulinianos como la verdad, la belleza, la bondad, la nobleza y el honor".
El lema de la escuela es Omnia omnibus, que en latín significa "Todo para todos" y que se inspira en la Primera epístola a los corintios (1 Cor 9:22)

## Himno de SPCS
¡Escuchad! Hijas del gran San Pablo, venid a escuchar su llamada:
"Oh niños de esta escuela amada,
El enfermero amoroso de todo. Regocijaos en Dios, trabajad y orad. Es cierto día a  día." Querida escuela mía, mis penas y alegrías son tuyas. Los primeros sueños de mi niñez.
Están estrechamente vinculados contigo.
La esperanza que el cielo trae. Te ofreces a mi. Te ofreces a mi.
Dulces son los días de niñez,
cuando los amigos nos aman y cuidan. Esas memorias doradas de la infancia, cuya simpatía compartimos. Quédate y mientras las horas pasan con nosotros en el trabajo y el juego. ¡Y cuando nos vayamos, estas memorias recordaremos! ¡Estas memorias recordaremos!
¡Escuchad! Hijas del gran San Pablo, venid a escuchar su llamada: "Oh niños de esta escuela amada, El enfermero amoroso de todo. Regocijaos en Dios, trabajad y orad. Es cierto día a día." Querida escuela mía, mis penas y alegrías son tuyas. Los primeros sueños de mi niñez. Están estrechamente vinculados contigo. La esperanza que el cielo trae. Te ofreces a mi. Te ofreces a mi.

## Instalaciones
La escuela cuenta con diferentes instalaciones como piscina, biblioteca, laboratorios y otras dependencias. Además, existe un aula especial llamada "Aula del Futuro". Cada aula está equipada con un ordenador equipado con el sistema operativo Windows 7 para asistir a los profesores en la enseñanza de las distintas materias.

### Aula del Futuro
"El Aula del Futuro" está ubicada en el 7.º piso del edificio nuevo (SIP). Proporciona a las estudiantes un entorno funcional y estimulante que facilita y promueve la creatividad, el pensamiento crítico, la resolución de problemas y el desarrollo de habilidades de comunicación para un aprendizaje global. Este espacio va más allá del aula tradicional y fomenta el uso de las nuevas tecnologías. Entre otros aspectos, se muestra el uso práctico de la energía solar con el que funciona una fuente y otros equipamientos ubicados a la entrada del edificio. 
El "Aula del Futuro" está considerada un "aula ecológica" y cuenta con un techo de cristal que permite que entre la luz natural, incrementando la eficiencia energética del edificio. Además, dispone de un ordenador con pantalla táctil y una pizarra digital. También dispone de una cámara de vídeo para que las estudiantes puedan realizar videoconferencias con estudiantes de otras partes del mundo. 

### Sala de ordenadores
La sala de ordenadores está equipada con equipos y otros dispositivos, como iPod Touch de la marca Apple Macintosh. Este espacio es usado habitualmente por profesores con fines educativos. Las alumnas también hacen uso de la sala de ordenadores y además la escuela dispone de una red Wi-Fi. 

### Piscina cubierta
La escuela dispone de una piscina cubierta climatizada que es usada por las estudiantes y los miembros del Hoi Tin Swimming Club. Las estudiantes tienen prácticas regulares de natación durante sus clases de educación física. Dos socorristas del Hoi Tin Swimming Club velan por la seguridad de los usuarios de la piscina. Solo las alumnas de la escuela están autorizadas a usar la piscina durante la semana. Los fines de semana se llevan a cabo las clases de natación organizadas por Hoi Tin Swimming Club.

### Quality Kitchen
El centro también dispone de una cocina con el objetivo de que las alumnas disfruten del placer de cocinar durante sus lecciones de economía doméstica. Las instalaciones de la cocina han sido renovadas y el espacio cuenta con un proyector de vídeo para que el alumnado pueda presentar sus proyectos.

## Casas
Las estudiantes de SPCS están distribuidas en 6 "casas" o grupos. Durante importantes acontecimientos como el Día del Deporte o la gala de natación, las 6 casas compiten en animación con el objetivo de ser las campeonas de la escuela. 
CAVELL (Azul)
Recibe su nombre en honor a Edith Louisa Cavell (1865–1915), enfermera británica durante la Primera Guerra Mundial. Nacida en Inglaterra, Cavell empezó su carrera de enfermería en 1895 en un hospital de Londres. Posteriormente se convertiría en la primera matrona del Berkendael Medical Institute de Bruselas. Durante su estancia en Bruselas, Cavell ayudó a soldados británicos, franceses y belgas a escapar a través de la frontera holandesa. Por estas actividades, Cavell fue acusada de espionaje por los alemanes y ejecutada en 1915. 
KENNY (Verde) 
Recibe su nombre en honor a Elizabeth Kenny (1886–1952), enfermera australiana conocida por sus técnicas para tratar enfermedades como la polio o la parálisis infantil. Kenny consiguió llamar la atención sobre la polio como un problema nacional. En 1942, se fundó en Minnesota el Elizabeth Kenny Institute 
CURIE (Amarillo) 
Recibe su nombre en honor a Marie Skłodowska Curie (1867–1934).Con la ayuda de su marido, el químico francés, Pierre Curie, descubrió el polonio. Marie Curie es la única persona que ha recibido dos premios Nobel en dos categorías distintas, física y química, una en 1903 y otra en 1911. Marie Curie fundó el Instituto Curie. Curie murió víctima de leucemia, causada por sus largos periodos de exposición a la radiación.
KELLER (Rojo)
Recibe su nombre en honor a Helen Adams Keller (1880–1968), escritora, oradora y activista política sordociega estadounidense.
A la edad de diecinueve meses sufrió una grave enfermedad que le provocó la pérdida total de la visión y la audición.Su incapacidad para comunicarse desde temprana edad fue muy traumática para Helen y su familia. Cuando cumplió siete años, sus padres decidieron buscar una instructora y fue así como el Instituto Perkins para Ciegos les envió a una joven especialista, Anne Sullivan, que se encargó de su formación y logró grandes avances en la educación especial. Con la ayuda de Anne M. Sullivan, Keller aprendió a leer y escribir en braille. Tras graduarse con honores en Radeliffe, empezó a trabajar en la educación de personas invidentes, recibiendo un gran reconocimiento por los resultados de sus estudios. Helen Keller desarrollo y profundizó la labor de la "Foundation of the Blind".
MASON (Naranja)
Recibe su nombre en honor a Charlotte Mason (Marie Shew) (1842-1923) educadora inglesa cuya filosofía influyó en la práctica y mejora de las escuelas primarias modernas.
Creía en la idea de que los niños tienen que disfrutar de sus lecciones y el deseo por aprender debería ser la única motivación .También destacó la importancia de la implicación de los padres en la confianza y progreso del niño. Fundó la Parents' Union School, una escuela por correspondencia que se extendió por Inglaterra. Demandó a los gobiernos la formación de maestras y la mejora de sus condiciones salariales.
MORRIS (Morado)
Recibe su nombre en honor a Margaret Morris (1891–1980), bailarina nacida en Londres.
A pesar de no tener una educación académica formal, fue a clases de ballet donde pronto se rebeló contra las clásicas clases de ballet, componiendo sus propios ejercicios. Adaptó las seis posiciones de la danza clásica griega como base para su propio sistema.
En 1915 empezó en el Margaret Morris Club que se convirtió en un centro para la discusión y  presentación de ideas creativas. Extendió sus ejercicios a los deportes de entrenamiento y a las escuelas como forma de ayudar a los discapacitados. Su influencia fue enorme en la práctica moderna de la educación física y en otras disciplinas como la coreografía.

## Actividades extracurriculares
Las estudiantes también participan en diversas actividades extracurriculares y competiciones, como por ejemplo, competiciones anuales de debate en inglés y chino o el Music Talent Quest (MTQ).
Existen alrededor de 55 sociedades diferentes entre clubs extracurriculares, sociedades, servicios de voluntariado y grupos de interés creados para explorar los intereses e inquietudes de las alumnas. También existe un programa de intercambio con escuelas de otros países, donde las alumnas han participado en viajes a Beijing, la Universidad de Stanford, Sichuan, Francia o España.
SPCS tiene varios equipos deportivos incluyendo equipo de atletismo, equipo de natación, equipo de bádminton, equipo de baile del dragón y equipo de baloncesto.
 El Club de danza de SPCS está compuesto por el equipo de danza oriental, el equipo de danza occidental, el equipo de danza moderna y el equipo de danza china. Los equipos de baile son reconocidos por su excelencia. La coreógrafa y maestra de baile de los equipos de baile es Miss Eileen Lee.
Los 2 equipos de danza SPCS actuaron en varias ocasiones, como en la inauguración de las competiciones ecuestres de los Juegos Olímpicos de Pekín  2008 que se celebraron en Hong Kong. Cada equipo tiene alrededor de 20 bailarinas que son seleccionadas a través de una audición celebrada en septiembre por los miembros del Comité. Las bailarinas reciben entrenamiento una o dos veces por semana, de 1 a 2 horas. Los entrenamientos adicionales se organizan antes de las competiciones.

## Hábitos de Mente
La escuela enfatiza en los 16 'Hábitos de Mente' identificados por los doctores Arthur L. Costa y Bena Kallick para motivar al alumnado y animar las actitudes de aprendizaje positivo hacia vida.
Los 16 Hábitos de Mente incluyen:
1. Persistencia.
2. Pensar y comunicar con claridad y precisión.
3. Manejar la impulsividad.
4. Captar la información a través de los sentidos.
5. Escuchar con comprensión y empatía.
6. Crear, imaginar, innovar.
7. Pensamiento flexible.
8. Responder con respeto.
9. Aprender a aprender (metacognición).
10. Tomar riesgos con responsabilidad.
11. Esfuerzo y precisión.
12. Sentido del humor.
13. Cuestionar y posicionarse ante los problemas.
14. Pensamiento interdependiente.
15. Aplicar lo aprendido a situaciones nuevas.
16. Estar abierto al aprendizaje continuo.

## Proyectos de futuro
Entre los proyectos de futuro se encuentra el llamado Oasis Inteligente, el cual está en construcción.

## Antiguas alumnas célebres
- Shirley Kwan, cantante
- Anne Heung, actriz
- Stephanie Che, actriz
- Christine Loh, exmiembro del Consejo Legislativo de Hong Kong
- Ellen Joyce Loo, cantante
- Joanne Jo-Ganar Chan, artista
- Sandy Chan, DJ
- Nicola Cheung, actriz.
- Lydia Dunn, Baroness Dunn,exmiembro de la Cámara de los Lores del Reino Unido
- Ann Hui, directora
- Pansy Ho, empresaria
- Rennie Kan, diseñadora
- Luisa Maria Leitao, presentadora
- Rowena Cortes, cantante
- Edwina Lau Chi-wai, policía

## Escuelas hermanadas
- St. Paul's Secondary School
- St. Paul's School (Lam Tin)